# 菅野矢一
菅野 矢一（すがの やいち、1907年1月19日 - 1991年6月15日）は、洋画家、日本芸術院会員。本名は彌一。
山形市生まれ。山形商業学校を中退した後、小学校代用教員や会社員を経て、画家を志して上京。川端絵画研究所に学び、1936年文展鑑査展に「黒牛」で初入選。1939年から安井曾太郎に師事し、翌年一水会展に初入選。1953年に渡仏し、グラン・ショーミエールで、ゴエルグやクラヴェに師事する。1954年に帰国した後、日展への入選を重ね、日展評議員、同参事、日展顧問などを歴任した。1982年「くるゝ蔵王」で日本芸術院賞受賞、1986年日本芸術院会員。 
『菅野矢一画集』（日動出版部 1990）がある。 